# Ass-Dur
Ass-Dur ist ein deutsches Musik-Kabarett/Comedy-Duo. Das Duo besteht aus den Brüdern Dominik Wagner und Florian Wagner. Ihr Programm besteht aus Klaviermusik, Gesang, klassischer Musik und Popmusik aus unterschiedlichen Stilrichtungen, gepaart mit Dialogen.

## Geschichte
Der Name Ass-Dur ist eine sprachliche Kombination der Tonart As-Dur mit der Spielkarte Ass und spielt darauf an, dass das Kabarettprogramm von Ass-Dur neben der Musik auch Zauberei beinhaltet. Bis 2019 war Benedikt Zeitner Teil von Ass-Dur, er wollte sich dann aber mehr seiner therapeutischen Berufung und der Schauspielerei widmen. Dominik Wagner führt seitdem mit seinem Bruder Florian Ass-Dur fort.  2019 starteten sie in der neuen Besetzung mit ihrem Programm Quint-Essenz im Tipi am Kanzleramt in Berlin. 2023 feierte ihr Programm Celebration Premiere.

## Bühnenprogramme
- 2007: 1. Satz – Pesto
- 2011: 2. Satz – Largo maggiore
- 2014: 3. Satz – Scherzo spirituoso
- 2017: Die Große Ass-Dur Weihnachtsshow
- 2019: Quint-Essenz
- 2023: Celebration

## Auszeichnungen und Preise
- 2007: Bielefelder Kabarettpreis + Publikumspreis
- 2007: Hallertauer Kleinkunstpreis
- 2008: Publikumspreis Hamburger Comedypokal
- 2008: Klagenfurter Kleinkunstpreis + Publikumspreis
- 2008: Silberner Rostocker Koggenzieher
- 2008: Hochstift Kulturschiene
- 2008: Publikumspreis Tuttlinger Krähe
- 2008: Publikumspreis Stuttgarter Besen
- 2008: Roner SurPrize Jury- und Publikumspreis
- 2008: Publikumspreis Obernburger Mühlstein
- 2009: Koblenzer Kleinkunstpreis
- 2009: Herborner Schlumpeweck + Kleinkunstpreis
- 2009: Kabarettpreis Zeck
- 2009: Rügener Kabarett-Regatta
- 2010: Publikumspreis des HypoVereinsbank-Wettbewerbs „Jugend kulturell“
- 2011: NDR Comedy Contest, Gewinner der Herbstausgabe
- 2012: Publikumspreis beim Münsterländer Kabarettpreis „Kiep 2012“
- 2015: Böblinger Mechthild

## Veröffentlichungen
- 2009: CD – Ass-Dur live
- 2010: DVD – Ass-Dur live
- 2011: CD – Ass-Dur jetzt noch liver
- 2012: DVD – Ass-Dur jetzt noch liver
- 2015: CD – Ass-Dur – am livesten
- 2015: DVD – Ass-Dur – am livesten
- 2018: CD – Die große Ass-Dur Weihnachtsshow